# 鈴木博美 (イラストレーター)
鈴木 博美（すずき ひろみ）は、日本のイラストレーター。東京都生まれ。セツ・モードセミナーにて長沢節に師事。卒業後、フリーイラストレーターに。1989年有限会社オレンジピール（orangepeel Inc.）を設立。新聞、雑誌、CM、エッセイ等で活動。
2006年『LÜRZER'S ARCHIVE』の「LURZER'S ARCHIVE 200 Best Illustrators worldwide」に掲載。ブログ『microjournal』はフリーライター、書評家岡崎武志によって『彷書月刊』に取り上げられる。なお、詩作も行い、1999年より1年間「ユリイカ」に入沢康夫選で掲載された。

## TV
- フジテレビ「ひらけ!ポンキッキ」

## TVCF
- 花王ハーネス、はごろもシーチキン

## ポスター
- 京王モール、高輪プリンスホテル、第2回ぴあフィルムフェスティバル、FM多摩、スバル、全日本コーヒー協会、キリンビール

## 新聞広告
大阪ガス、ホンダ、日立製作所、カルピス

## 書籍雑誌表紙
レタスクラブ、オレンジページ、るるぶ、アルク、河出書房新社「KAWADE夢新書」シリーズ、講談社プラスアルファ新書

## 新聞挿絵
- 朝日新聞 - 林真理子「猫の時間」（1993年11月 - 1994年10月連載）
- 毎日新聞 - 1996年1月新年特集「世紀末のココロ」
- 日本経済新聞 - 門野晴子「ワガババ介護日誌」（1996年4月 - 1997年9月連載）

## エッセイ
- 角川書店「野性時代」（“新東京百景”シリーズ）
- 熊谷組PR誌「KUMAGAI UPDATE」